# Малиновка (Далматовский район)
Малиновка (до 1964 года — Чертиевка) — деревня в Далматовском районе Курганской области. Входит в состав Новопетропавловского сельсовета.

## Географическое положение
Расположено на берегах реки Чёрная, в 44 км (по автомобильной дороге — 52 км) к югу от г. Далматово, в 155 км (по автомобильной дороге — 200 км) к северо-западу от г. Кургана.

## История
До 1917 года входила в состав Ново-Петропавловской волости Шадринского уезда Пермской губернии. По данным на 1926 год деревня Новая Деревня состояла из 18 хозяйств. В административном отношении входила в состав Ново-Петропавловского сельсовета Белоярского района Шадринского округа Уральской области.
В 1958 году произошло объединение колхозов «Заря» (деревни Малиновка и Ленинка), «Урал» (село Новопетропавловское), им. Свердлова (село Лебяжье) и Новопетропавловской МТС в единый колхоз «Урал».
5 июня 1964 года Указом Президиума ВС РСФСР деревня Чертиевка переименована Малиновка.

## Население
| 1989 | 2002 | 2010 |
| ---- | ---- | ---- |
| 583  | ↘356 | ↘330 |

Национальный состав
- По переписи населения 2002 года проживало 356 человек, из них русские — 92 %.

По данным переписи 1926 года в деревне проживало 86 человек (35 мужчин и 51 женщина), в том числе: русские составляли 100 % населения.